# Tetela, Oaxaca
Tetela är en ort i Mexiko.   Den ligger i kommunen Acatlán de Pérez Figueroa och delstaten Oaxaca, i den sydöstra delen av landet, 300 km öster om huvudstaden Mexico City. Tetela ligger 92 meter över havet och antalet invånare är 3 214.
Terrängen runt Tetela är platt, och sluttar österut. Runt Tetela är det ganska tätbefolkat, med 65 invånare per kvadratkilometer. Närmaste större samhälle är Acatlán de Pérez Figueroa, 15,8 km väster om Tetela. Omgivningarna runt Tetela är en mosaik av jordbruksmark och naturlig växtlighet.